# Pietro di Poitiers
Pietro di Poitiers, in latino Petrus Pictaviensis (1130 circa – Parigi, 3 settembre 1205), è stato un teologo francese di impronta scolastica.

## Biografia
Nato a Poitiers (o nella regione), dopo gli studi condotti a Parigi, iniziò a insegnare nella Facoltà di Teologia nel 1167. Due anni dopo succedette a Pietro Comestore nella cattedra di teologia scolastica presso la scuola della cattedrale di Notre-Dame.
Facente parte di una cerchia di studiosi la cui influenza portò alla fondazione dell'Università di Parigi e alla formazione di un curriculum teologico basato sugli insegnamenti di Pietro Lombardo, Pietro di Poitiers contribuì a introdurre il linguaggio tecnico e i metodi della logica aristotelica nel campo della teologia. In un testo intitolato Contra quatuor labyrinthos Franciæ Gualtiero di San Vittore denunciò clamorosamente il metodo dialettico della scolastica, facendo il nome di Pietro di Poiters insieme a quelli di Gilberto Porretano, Pietro Abelardo e Pietro Lombardo. Pietro di Poitiers era noto anche per aver insegnato la storia biblica come base dell'esegesi scritturale: per una generazione di teologi impegnata nell'interpretazione allegorica, i dettagli esatti degli eventi storici erano essenziali.
Nel 1193 succedette a Pietro Comestore come cancelliere della cattedrale. La sua morte, avvenuta il 3 settembre 1205, è elencata nel necrologio di Notre-Dame. Il necrologio lo chiama diacono", indicando che non fu mai ordinato sacerdote.

## Opere
La sua principale opera teologica è la raccolta di sentenze, suddivisa in cinque libri, scritte tra il 1168 e il 1175. Approfondì in essa argomenti che Pietro Lombardo non aveva toccato nelle sue Sentenze (soprattutto argomenti etici). Le altre opere teologiche di Pietro di Poitiers includono Distinctiones super psalterium (antecedente al 1196), uno dei primi esempi di commento in cui elenchi di citazioni dei Padri della Chiesa sono interpretati secondo il quadruplice modo di esegesi (letterale, allegorico, analogico, tropologico). Un'altra delle sue opere teologiche, Allegoriae super tabernaculum Moysi, è un'interpretazione allegorica del tabernacolo (Es. 26-40) che utilizza i dettagli precisi della costruzione e dell'allestimento per mostrare come questo prefiguri la Chiesa. Pietro di Poitiers produsse anche una raccolta di cinquantanove sermoni. Sebbene la paternità non sia certa, è a lui potenzialmente attribuibile anche una raccolta di domande e di glosse sulle affermazioni di Pietro Lombardo.
Gli scritti storici di Pietro di Poitier divennero diffusa materia di studio. Scrisse la Historia Actuum apostolorum come continuazione della Historia scholastica di Pietro Comestore; riassunto degli Atti degli Apostoli, viene trasmessa insieme alla Historia scholastica in alcuni dei più antichi manoscritti. La sua opera di gran lunga più diffusa, tuttavia, è il Compendium historiae in genealogia Christi (giuntoci in circa 300 manoscritti). Concepito come ausilio visivo per apprendere la storia, rappresenta il tempo come una carta genealogica, che inizia con Adamo ed Eva e termina con Cristo e gli Apostoli. Spesso trasmesso su rotoli, si pensa fosse utilizzato nelle aule scolastiche del Medioevo. Fornì il modello per un genere di cronaca schematica che sopravvisse fino all'età della stampa.